# Arctonoella sinagawaensis
Arctonoella sinagawaensis är en ringmaskart som först beskrevs av Izuka 1912.  Arctonoella sinagawaensis ingår i släktet Arctonoella och familjen Polynoidae. Inga underarter finns listade i Catalogue of Life.